# Bazoches-les-Hautes
Bazoches-les-Hautes település Franciaországban, Eure-et-Loir megyében. Lakosainak száma 328 fő (2022. január 1.). Bazoches-les-Hautes Tillay-le-Péneux, Baigneaux és Janville-en-Beauce községekkel határos.

## Népesség
A település népességének változása:
| Lakosok száma | 502  | 265  | 300  | 289  | 346  | 320  | 309  | 318  | 322  | 328  |
|               | 1968 | 1982 | 1990 | 2006 | 2013 | 2015 | 2017 | 2019 | 2020 | 2022 |